# 伊日·亨德里赫
伊日·亨德里赫（捷克語：Jiří Hendrych，1913年12月28日—1979年5月16日），捷克斯洛伐克共产党领导人之一，安东宁·诺沃提尼的追随者。。

## 获奖
- 克莱门特·哥特瓦尔德勋章（1963年）[2]
- 共和国勋章（1955年5月7日）[3]